# Экран Северной Ирландии
Экран Северной Ирландии (англ. Northern Ireland Screen) — национальное киноагентство Северной Ирландии. Цель агентства — способствовать развитию устойчивой индустрии производства фильмов, анимации и телевидения.

## История
Экран Северной Ирландии был создан как Совет по кинематографии Северной Ирландии в 1989 году, а затем как Комиссия по кино и телевидению Северной Ирландии (1997).
Агентство финансируется совместно Министерством культуры, искусства и отдыха, Invest Northern Ireland и Советом по кинематографии Великобритании . Совет по делам искусств Северной Ирландии делегировал управление финансированием лотереи фильмов в Северной Ирландии компании Экран Северной Ирландии.
Экран Северной Ирландии отвечает за Фонд вещания на ирландском языке в размере 12 миллионов фунтов стерлингов. Цель средств состоит в том, чтобы обеспечить увеличение вещания на ирландском языке в Северной Ирландии BBC и TG4.

## Известные проекты
Экран Северной Ирландии финансирует ряд ключевых проектов, связанных с кинематографом в регионе, в том числе:
- Белфастский кинофестиваль
- Кинофестиваль CineMagic
- Кинофестиваль в Фойле
- Кинотеатр Королевы

НИС также участвовал в проекте по оцифровке Раскрывая кинонаследие.

### Красочный зал
«Paint Hall» — историческое здание в квартале Титаник в Белфасте . Когда-то это был главный зал живописи Harland and Wolff, который включает в себя большое крытое пространство. Теперь киностудия, первоначально созданная кинопродюсером Джо Гилбертом, была местом съёмок фильма Спайка Миллигана «Пакун» в 2000 году. В настоящее время лицензия на здание принадлежит компании Northern Ireland Screen, которая планирует сдавать его в аренду кинематографистам бесплатно. Красочный зал был местом расположения города Эмбер в одноимённом фильме 2008 года. Начиная с 2010 года он использовался в качестве основной студии фэнтезийного сериала HBO «Игра престолов», премьера которого состоялась в апреле 2011 года.